# Norham
Norham ist ein Ort in Northumberland, England, direkt am Südufer des Tweed und der Grenze zu Schottland.
Norham Castle aus dem 12. Jahrhundert war lange Zeit das Zentrum von Norhamshire, einer Exklave des County Durham, die 1844 zu Northumberland kam.
Im Jahr 1292 traf hier der englische König Eduard I. den schottischen Adel, um den zukünftigen König Schottlands zu bestimmen.
Walter Scotts Gedicht Marmion, das die Schlacht von Flodden Field (1513) behandelt, beginnt mit den Versen:
Day set on Norham's castled steep,
And Tweed's fair river, broad and deep,
And Cheviot's mountains lone:
The battled towers, the donjon keep,
The loophole grates where captives weep,
The flanking walls that round it sweep,
In yellow lustre shone.
Der Maler William Turners Bild von Norham Castle hängt in der Tate Gallery of British Art und ist eines der wertvollsten Werke der Galerie.

## Persönlichkeiten
- George Carleton (1557/58–1628), Bischof der Church of England